# تقرير الاستدامة
تقرير الاستدامة هو تقرير تنظيمي يقدم معلومات حول الأداء الاقتصادي والبيئي والاجتماعي والحكومي. تقرير الاستدامة ليس مجرد إنشاء تقرير من البيانات المجمعة بل هي طريقة لاستيعاب وفهم وتحسين التزام المنظمة بالتنمية المستدامة بطريقة يمكن إظهارها لكل الجهات المعنية الداخلية والخارجية.